# Gnaphosa songi
Gnaphosa songi är en spindelart som beskrevs av Zhang 200. Gnaphosa songi ingår i släktet Gnaphosa och familjen plattbuksspindlar. Inga underarter finns listade i Catalogue of Life.